# Hedwigenkoog
Hedwigenkoog ist eine Gemeinde im Kreis Dithmarschen in Schleswig-Holstein.

## Geografie

### Geografische Lage
Der Koog wurde 1696 eingedeicht und liegt direkt an der Nordsee. Ursprünglich sollte er vor allem die frühere Landverbindung zwischen Wesselburen und Büsum schützen.

### Gemeindegliederung
Laut Wohnplatzverzeichnis der Volkszählung 1987 ist die Gemeinde nicht in Wohnplätze untergliedert. Dennoch können einzelne Ortsteile unterschieden werden:
- Hedwigenkoog (Gemeindehauptort)
- Hirtenstall (Westerkoog, an der Küste)
- Majorshof (Einödhof im Süden des Gemeindegebiets, nähe Westerdeichstrich)
- Purnurr[2]
- Nach Auffassung des Nationalparkamtes Schleswig-Holstein gehören die Hochsände Blauort und Tertius ebenfalls zum Gebiet der Gemeinde Hedwigenkoog. Die Landesregierung Schleswig-Holsteins soll diese These des Nationalparkamtes aber noch nicht offiziell bestätigt und festgeschrieben haben.

### Nachbargemeinden
Nachbargemeinden sind im Uhrzeigersinn im Norden beginnend die Gemeinden Hellschen-Heringsand-Unterschaar, Reinsbüttel und Westerdeichstrich.

## Geschichte
Für die Eindeichung des Kooges stellte Herzog Friedrich IV. von Schleswig-Holstein-Gottorf Etatsrat Johann Ludwig von Pincier am 10. März 1695 einen Oktroy aus, der ihm freie Verfügungsgewalt über den Koog zusicherte. Zusammen mit seinem Schwager Magnus von Wedderkop ließ er es eindeichen.
Anders als bisher üblich sollte das gewonnene Land nicht den benachbarten Kirchspielen Büsum und Wesselburen gehören, sondern blieb bis 1876 unabhängig von der Landschaft Norderdithmarschen. Der 1696 fertiggestellte Koog erhielt ein eigenes Siegel. Er wurde nach der Gemahlin des Herzogs, Hedwig Sophie, benannt. Den Besitzern der siebzehn Koogshöfe, zumeist Hofadligen und herzoglichen Beamten, sicherte ein zweites Oktroy vom August 1696 Steuerfreiheit für mehrere Jahre und das Recht auf Selbstverwaltung.

## Politik

### Gemeindevertretung
Bei der Kommunalwahl am 14. Mai 2023 wurden insgesamt neun Sitze vergeben. Von diesen erhielt der Unabhängige Bürgerblock Hedwigenkoog fünf Sitze und die Wählergemeinschaft Hedwigenkoog vier Sitze.

### Wappen
Blasonierung: „In Rot auf grünem Hügel ein kampfbereiter, schwarz bewehrter silberner Schwan, einen golden bekrönten silbernen Aal im Schnabel haltend.“
Das Siegel von Herzog Friedrich IV. zeigte ursprünglich wohl einen Storch, der eine Schlange im Schnabel hält. Dieses Bildmotiv ist aus der Emblematik bekannt und drückt die Mahnung aus, dass die Vernunft (Storch) die Leidenschaften (Schlange) im Zaum halten soll. Mit der Zeit wurde aus dem Storch jedoch ein Schwan und aus der Schlange ein Aal. Das stolze, durch den unablässigen Kampf mit der Naturgewalt des Meeres konfliktbereit gewordene Naturell der Koogseingesessenen könnte diese Wandlung des Wappentieres zu einem kämpferischen bewirkt haben. Dabei ging der moralische Sinngehalt des Emblems verloren.

## Wirtschaft und Tourismus

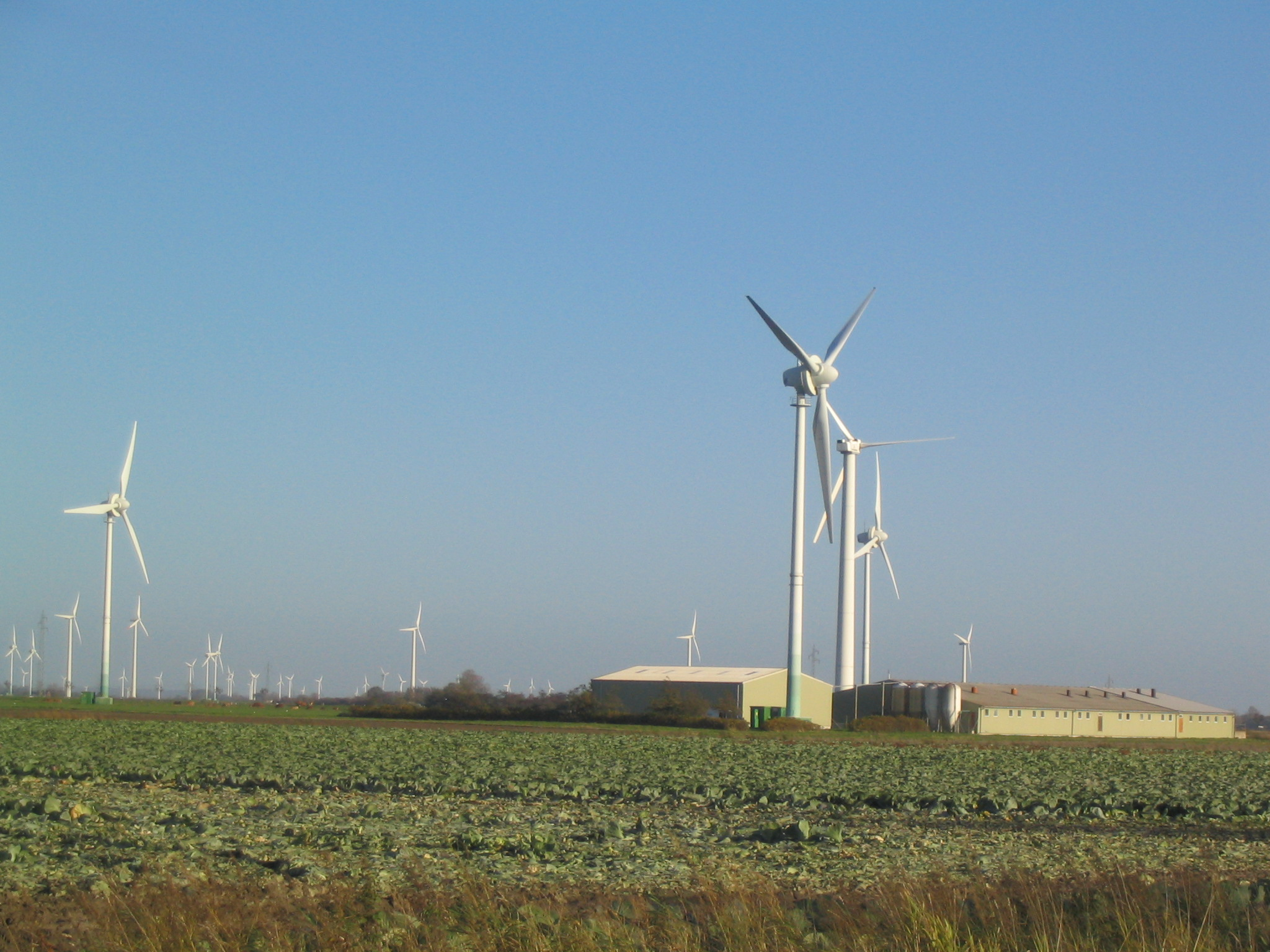
Landschaft bei Westerkoog

Die Gemeinde wird von Landwirtschaft und Windenergieanlagen geprägt. Im Jahr 1993 entstanden zehn Anlagen. Mit einer Leistung von 2,25 MW handelte es sich damals um den größten Windpark Deutschlands. 1994 entstanden vier weitere Anlagen. Alle wurden 2010 im Repowering 2010 durch sechs neue Enercon-Anlagen, drei REPower-Anlagen und zwei weitere ersetzt. Die alten Anlagen kamen nach dem Abbau zum Teil nach Polen. Die Anlagen haben jeweils eine Nabenhöhe von etwa 100 Metern und eine Gesamthöhe von etwa 130 Metern.
In den letzten Jahren setzt die Gemeinde verstärkt auf Tourismus, insbesondere Ferien auf dem Bauernhof. Auf dem Gemeindegebiet liegt eine Badestelle und eine Boßelstrecke.

## Persönlichkeiten
- Jil Sander (* 1943), deutsche Modedesignerin
- David Merkens (1866–unbekannt), deutscher Dichter und Bauer